# Thor: Son of Asgard (videojuego)
Thor: Son of Asgard es un videojuego beat 'em up desarrollado por el estudio de Praga de Disney Mobile para iOS, basado en Thor de Marvel Comics.
La historia está basada en una versión de los cómics de Thor. Las escenas de corte están hechas de animaciones al estilo de un cómic. El personaje en sí está, por otro lado, basado en su versión de la película, su personaje y el traje.

## Jugabilidad
El jugador controla al personaje Thor. El juego presenta un modo de juego simple beat 'em up. El jugador lucha contra hordas de enemigos. Su arma es su martillo que puede usarse para golpear a los enemigos o bloquear su ataque. También puede usar algunos combos, incluido uno que golpea a todos los enemigos cercanos con rayos.

## Trama
Son of Asgard retoma en una dimensión alternativa de donde termina la película de Thor y ve a Odinson lidiando con las consecuencias de las acciones de Loki en su ausencia. El juego sigue a Thor mientras busca descubrir por qué su hermana Sif aparentemente ha traicionado a Asgard y se ha unido a sus enemigos. Sus tareas lo llevan a una variedad de mundos, incluidos, por ejemplo, Jotuheim y Alfeim. Tiene que enfrentarse a enemigos como Elfos Oscuros, Trolls, Gigantes de Hielo y la Serpiente de Midgard.

## Recepción
El juego ha recibido críticas mixtas a negativas. Fue elogiado por sus gráficos pero criticado por su jugabilidad. También fue elogiado por su trabajo vocal y su mirada al universo de Thor.
La mayoría de las críticas criticaron el juego por ser repetitivo. Esta objeción está relacionada con la falta de actualizaciones que señalaron algunos revisores. Los controles también fueron criticados por ser frustrantes y el sistema de combate por carecer de profundidad, ya que solo se trataba de presionar botones. La animación también fue criticada por algunos críticos por ser pobre.